# Enisala
Enisala – wieś w Rumunii, w okręgu Tulcza, w gminie Sarichioi. W 2011 roku liczyła 872 mieszkańców.  
Enisala jest położona w krainie historycznej Dobrudża, w pobliżu jeziora Razim, kilka kilometrów od miasta Babadag oraz wybrzeża Morza Czarnego. 
W pobliżu Enisali znajdują się ruiny średniowiecznego zamku Enisala (Heracleea). Ponadto we wsi znajduje się muzeum etnograficzne i safari park.
Nazwa wsi to zniekształcone sformułowanie 'nowa wieś' (w różnych okresach historycznych używano nazw Vicus Novus, Satu Nou, Nowoje Sieło, Yeni-Sala).